# São Miguel do Araguaia
| São Miguel do Araguaia           | São Miguel do Araguaia                    |
| -------------------------------- | ----------------------------------------- |
|                                  |                                           |
| Wappen                           | Flagge                                    |
| Wappen von São Miguel do Araguia | Flagge von São Miguel do Araguaia         |
| Karten                           |                                           |
|                                  |                                           |
| Basisdaten                       |                                           |
| Staat:                           | Brasilien (BRA)                           |
| Verwaltungsgliederung:           | Mittelwesten                              |
| Bundesstaat:                     | Goiás (GO)                                |
| Mesoregion:                      | Nordwest-Goiás                            |
| Mikroregion:                     | São Miguel do Araguaia                    |
| Geografische Lage:               | 13° 17′ S, 50° 10′ W                      |
| Distanz zu Goiânia:              | 486 km                                    |
| Zeitzone:                        | UTC−3 Sommer: UTC−2                       |
| Höhe:                            | 378 m ü. NN                               |
| Fläche:                          | 6.144,380 km²                             |
| Einwohner:                       | 22.294                                    |
| Bevölkerungsdichte:              | 3,6 Einwohner / km²                       |
| Telefonvorwahl:                  | +5562                                     |
| Postleitzahl (CEP):              | 76590-000                                 |
| Adresse der Stadtverwaltung:     | Av. José Pereira do Nascimento, 3851      |
| Offizielle Website:              | saomigueldoaraguaia.go.gov.br             |
| E-Mail-Adresse:                  |                                           |
| Jahrestag:                       | 14. November                              |
| Gemeindegründung:                | 1958                                      |
| Politik                          |                                           |
| Bürgermeister:                   | Ademir Cardoso dos Santos (PP), 2009–2012 |
| Vize-Bürgermeister:              | Aderi Francisco Marques                   |

São Miguel do Araguaia ist die nördlichste politische Gemeinde im brasilianischen Bundesstaat Goiás in der Mesoregion Nordwest-Goiás und in der gleichnamigen Mikroregion. Sie liegt nordwestlich der brasilianischen Hauptstadt Brasília und knapp 500 km nordnordwestlich von Goiânia, der Hauptstadt des Bundesstaates.
Die Stadt erhielt ihren Namen zu Ehren des Erzengels Michael, dem Schutzpatron der Stadt und ihre Lage am Rio Araguaia.
Wirtschaftlich bedeutsam sind in São Miguel do Araguaia vorwiegend Viehzucht, Landwirtschaft und während der Trockenzeit (Juni, Juli) der Tourismus im Ort Luiz Alves entlang den Ufern des Flusses Araguaia (ca. 50 km westlich von São Miguel). Während dieser Zeit erhöht sich die Bevölkerung von Luiz Alves von knapp 1000 Personen auf bis zu 30.000 und der Rio Araguaia gibt durch den niedrigen Wasserstand kilometerlange weiße Sandstrände frei. Luiz Alvez hat eine Naturpiste für Kleinflugzeuge und ist Ausgangspunkt von Booten für Besuche der flussabwärts (nördlich) gelegenen Ilha do Bananal, der weltweit größten Flussinsel. An deren nördlichen Ende befindet sich der Nationalpark Parque Nacional do Araguaia und im Süden ein Reservat der Karajá- und Javaés-Indianer.
Zirka 15 km flussaufwärts von Luiz Alvez und südlich des Flusses Crixás-Açu befindet sich das nationale Naturschutzgebiet Meandros do Rio Araguaia.

## Söhne und Töchter der Stadt
- Waldison Rodrigues de Souza (* 1984), Fußballspieler
- Mahau Suguimati (* 1984), Hürdenläufer
- Felipe Francisco Macedo (* 1994), Fußballspieler